# Cordillera (Chili)

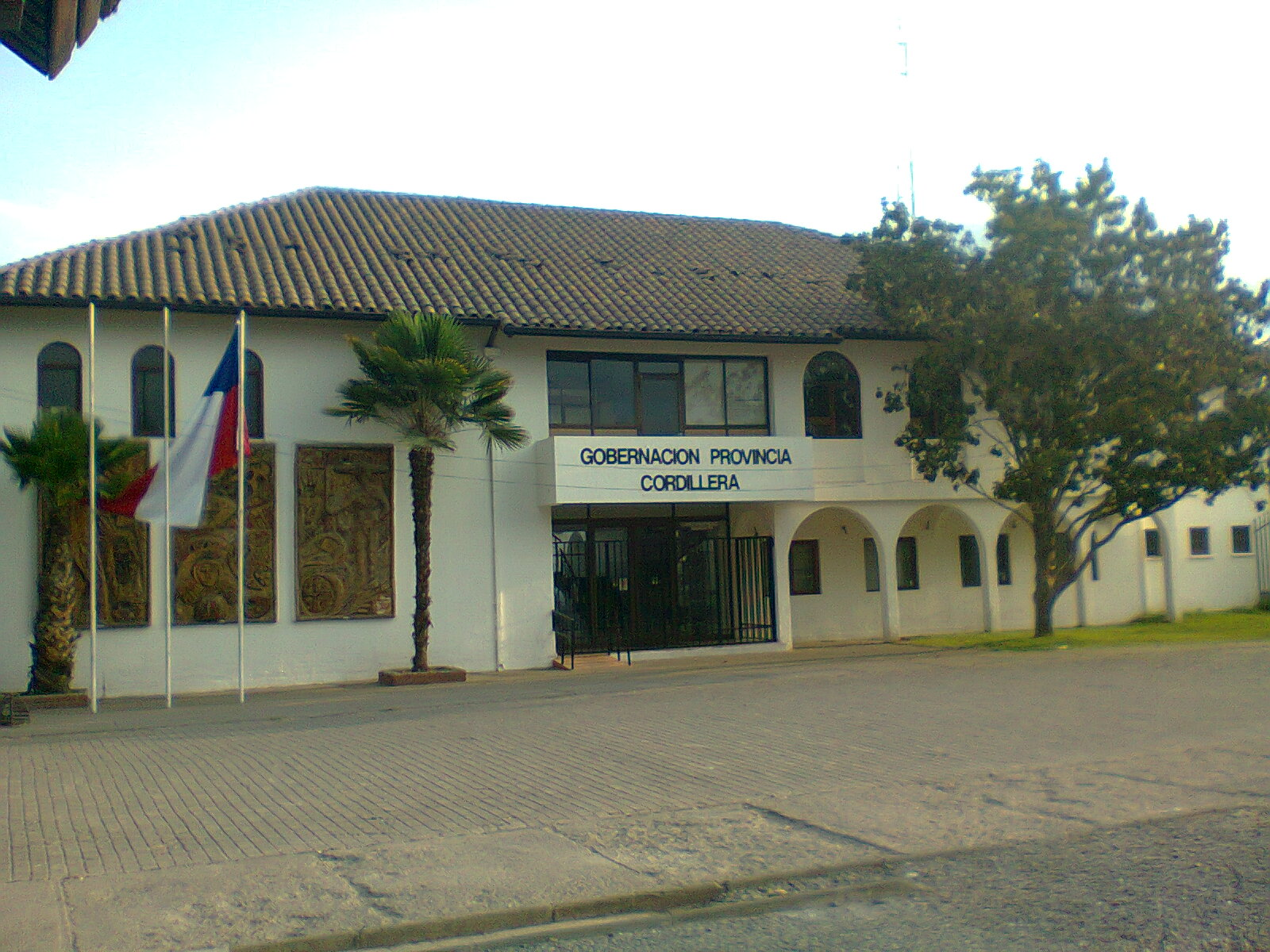
Provinciehuis

Cordillera is een provincie van Chili in de Región Metropolitana. De provincie telde 612.816 inwoners in 2017 en heeft een oppervlakte van 5528 km². Hoofdstad is Puente Alto.

## Gemeenten
Cordillera is verdeeld in drie gemeenten:
- Pirque
- Puente Alto
- San José de Maipo